# Военно-конская перепись

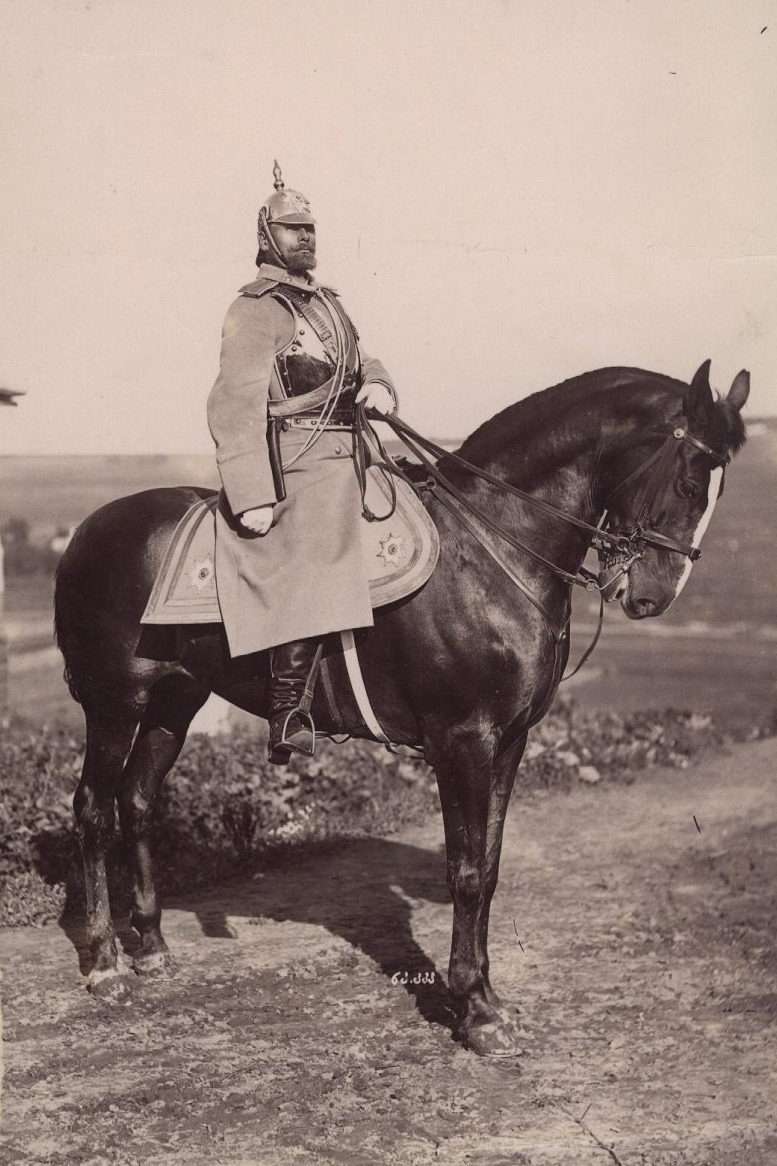
Красное село. Ротмистр Кирасирского полка Её Величества, в зимнем обмундировании, 1892 год.

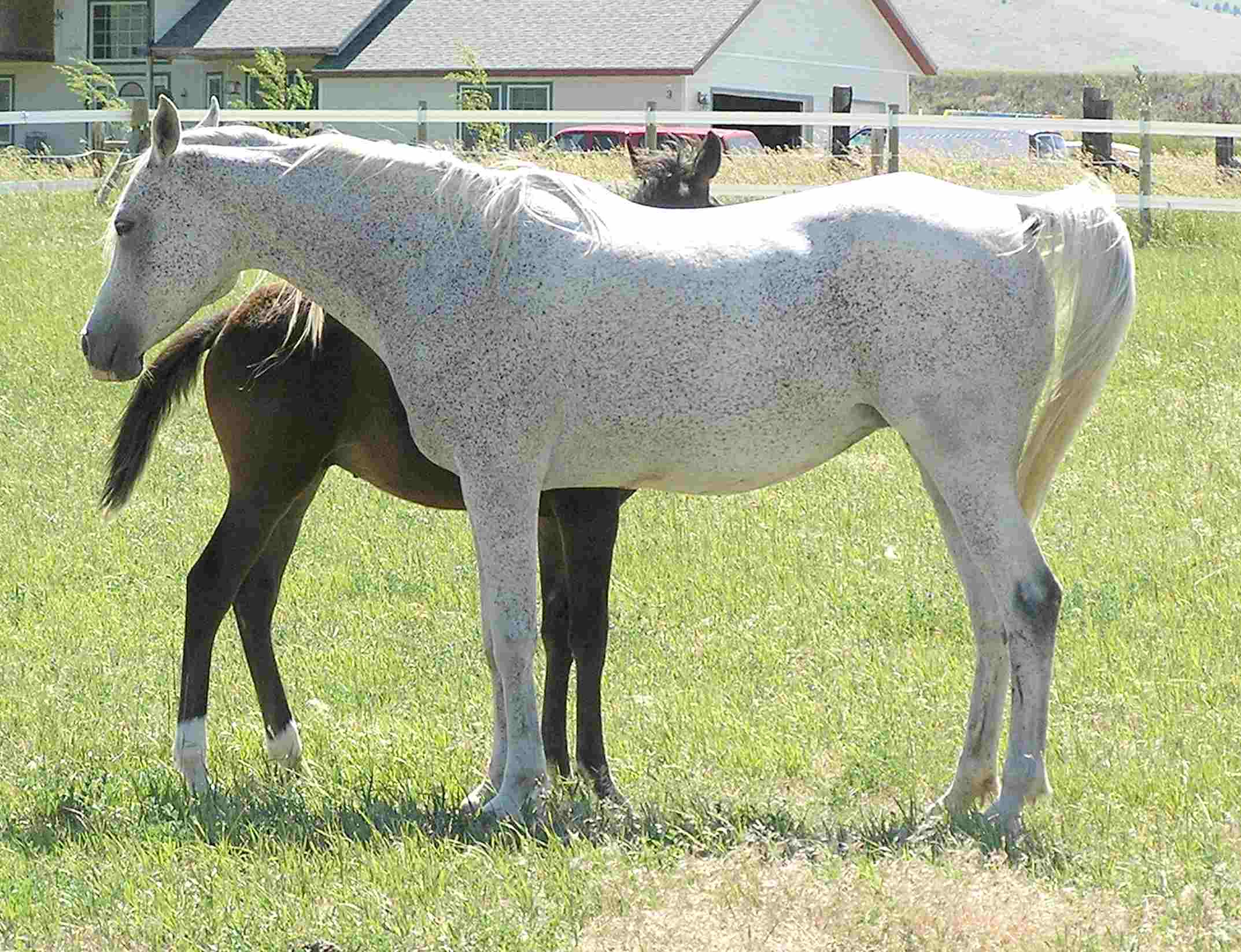
Лошади.

Военно-конские переписи — учёт конского поголовья путём проведения переписи.
Военно-конские переписи проводились для определения числа годных лошадей для конской повинности (военно-конской повинности), которая состояла в поставке населением лошадей при приведении армии в полный состав и во время войны. Перепись имела целью:
- исчисление общего количества лошадей, имеющихся на лицо;
- распределение лошадей рабочего возраста по сортам (верховой, артиллерийский, обозный и вьючный);
- определение лошадей, годных к поставке в войска;
- а также выяснение условий и характера местного коневодства[3]. Военно-конская перепись, для приведения в известность числа годных лошадей, производилась через каждые шесть лет[3].

## История
Впервые военно-конская перепись была произведена в 1876 году сокращённым способом в 33 губерниях западной полосы России и дала не вполне удовлетворительные результаты.
В 1882 году были изданы временные правила о конской переписи, и на основании их произведена перепись повсеместно в Европейской России.
В 1888 году было издано положение о военно-конской переписи, по которому перепись произведена в 1888 году — в 41 губернии, в 1891 году — в остальных 17 и на Кавказе.
Военно-конские переписи содержат сведения по уездам:
- об общем количестве хозяйств-владельцев коней и количестве безлошадных дворов;
- о количестве коней с распределением по возрастным группам, росту у разных категорий владельцев (у крестьян в сельских общинах, частных собственников и жителей городов);
- а также о распределении владельцев по обеспеченности лошадьми.

Высокая достоверность военно-конских переписей обуславливалась тем, что они проводились для военных задач, при участии и под контролем военных. Кроме того, благодаря постоянству методики сбора и обработки, военно-конские переписи довольно точно отображают динамику развития конского поголовья.
«Заведование переписью лежало на местных присутствиях по воинской повинности, под наблюдением лиц особо командируемых от министерств военного и внутренних дел, само же производство переписи по военно-конским участкам — на заведующих этими участками и командируемых военным министерством офицерах при содействии полиции. Разработка добытых переписью сведений производится центральным статистическим комитетом».
В 20 000 000 конское населении Европейской России последняя конская перепись отметила лишь немного более 1/10 лошадей ростом выше два аршина один вершок и только 1/100 общего количества составляет более или менее породистых лошадей.

## Первоисточник
- «Русский Листок» 30 (17) сентября 1906 года:Военно-конская перепись — В настоящее время в Москве производится военно-конская перепись. При осмотре извозчичьих лошадей очень часто, особенно у лихачей, ревизоры обнаруживают, что лошади опалены огнестрельным оружием."[5]

## Проведены, годы
- Военно-конская перепись 1882
- Военно-конская перепись 1888
- Военно-конская перепись 1891
- Военно-конская перепись 1893 и 1894
- Военно-конская перепись 1896
- Военно-конская перепись 1899-1901
- Военно-конская перепись 1903-1904
- Военно-конская перепись 1905-1906
- Военно-конская перепись 1908
- Военно-конская перепись 1910
- Военно-конская перепись 1912